# Séssil
Em morfologia botânica, séssil aplica-se a um órgão que não possui pecíolo ou haste de suporte, inserindo-se diretamente no órgão principal (ex: folhas sésseis).